# 우치하라정
우치하라정(内原町)은 이바라키현 히가시이바라키군에 설치되었던 정이다. 현재의 미토시에 해당한다.

## 역사
- 1889년 1월 16일 - 우치하라역이 개업하였다.
- 1955년 3월 31일 - 나카쓰마촌 시모나카쓰마촌 고이부치촌과 합병해 우치하라촌이 성립하였다.
- 1965년 1월 1일 - 정으로 승격하였다.
- 2005년 2월 1일 - 미토시에 편입되었기 때문에 소멸하였다.

## 교육
중학교
- 우치하라 정립 우치하라 중학교

초등학교
- 우치하라 정립 우치하라 초등학교
- 우치하라 정립 타치츠마사토 초등학교
- 우치하라 타운 코이부치 초등학교

기타
- 이바라키 현립 우치하라 양호 학교
- 일본농업실천학원
- 가시바키 중앙 복지 전문 학교
- 고이노부치 학원 농업 영양 전문 학교

## 교통

### 철도
- 동일본 여객철도 ■조반선

### 도로
- 조반 자동차도
- 국도 제50호선